# Pseudautomeris hubneri
Pseudautomeris hubneri is een vlinder uit de familie nachtpauwogen (Saturniidae), onderfamilie Hemileucinae.
De wetenschappelijke naam van de soort is voor het eerst geldig gepubliceerd door Boisduval in 1875.